# Mlecznik nadmorski
Mlecznik nadmorski (Lysimachia maritima) – gatunek rośliny z rodziny pierwiosnkowatych (Primulaceae), dawniej zaliczany do monotypowego rodzaju mlecznik (Glaux L. 1753) jako Glaux maritima L. Jest szeroko rozprzestrzeniony na półkuli północnej (w Azji, Europie i Ameryce Północnej). Występuje na siedliskach wilgotnych, alkalicznych i zasolonych, często na wybrzeżach. W Polsce rośnie nad Bałtykiem i na solniskach śródlądowych.

## Rozmieszczenie geograficzne
Gatunek o rozległym obszarze występowania na półkuli północnej. W Europie rośnie na atlantyckich wybrzeżach od Morza Białego, półwyspu Skandynawskiego i Islandii, po zachodnie wybrzeża półwyspu Iberyjskiego; w tym nad Morzem Bałtyckim i Morzem Północnym. Występuje także na katalońskim i francuskim wybrzeżu Morza Śródziemnego oraz na dziesiątkach stanowisk śródlądowych w Europie Środkowej i Zachodniej. Od Ukrainy dalej na wschód po wschodnią Syberię ma zwarty zasięg w strefie występowania stepów. Rośnie także dalej na południu w rejonie Kaukazu, Iranu, w północnym Pakistanie oraz w Chinach. Na Dalekim Wschodzie zanika, ale znów liczniej pojawia się na pacyficznym wybrzeżu w rejonie Sachalinu, północnych Wysp Japońskich i Kuryli. 
W Ameryce Północnej zwarty zasięg obejmuje wybrzeże pacyficzne od południowej Alaski po południową Kalifornię, południowo-zachodnią Kanadę (Saskatchewan i Alberta) oraz środkowo-zachodnie USA. Gatunek rośnie też na południe od Zatoki Hudsona, w rejonie ujścia Rzeki Świętego Wawrzyńca oraz na atlantyckim wybrzeżu południowo-wschodniej Kanady i północno-zachodniej części USA.

## Morfologia

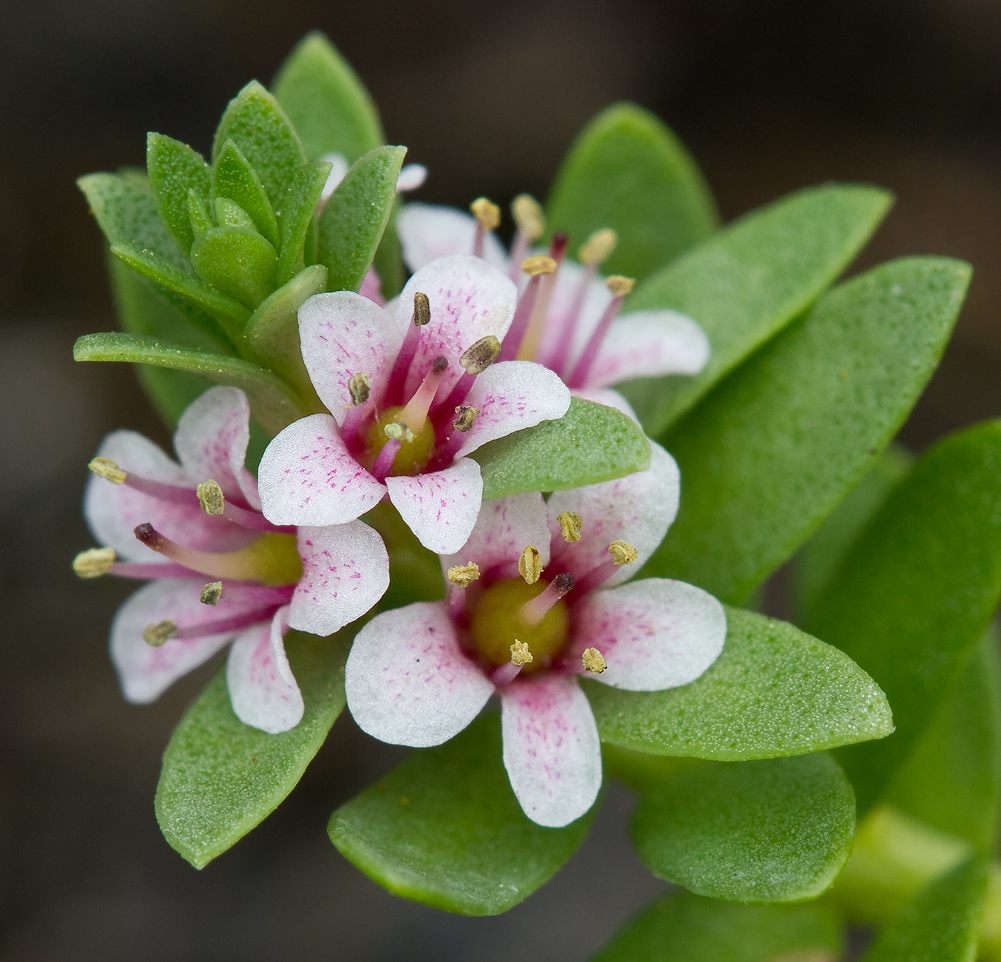
Kwiaty

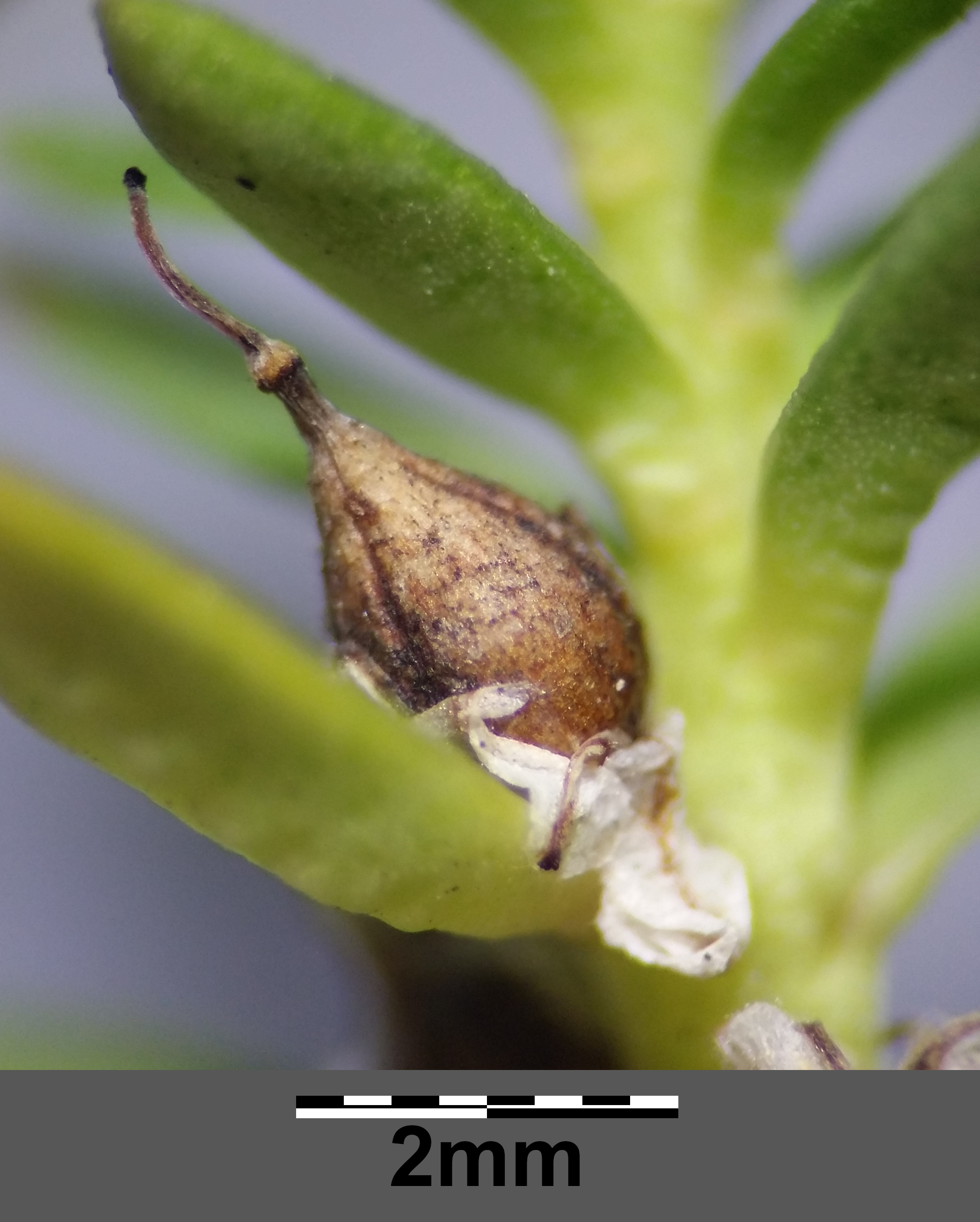
Owoc

ŁodygaPłożąca u nasady, podnosząca się do wyprostowanej, o wysokości od 3 do 25 cm, czasem do 40 cm. Pęd nieco gruboszowaty, sinawy, nagi, pojedynczy lub rozgałęziony. Kłącze cienkie.
LiścieDolne naprzeciwległe, górne skrętoległe. Bezogonkowe, mięsiste. Blaszka od równowąskiej poprzez wąskoeliptyczną do nieco łopatkowatej o rozmiarach 4–15 × 1,5–3,5(–5) mm. U nasady zbiegająca w krótki ogonek poniżej 0,7 mm długości (rzadko do 1,5 mm). Na szczycie blaszka zaokrąglona, tępa lub zaostrzona. Brzeg blaszki płaski, cały. Nerwacja jednożyłkowa.
KwiatySiedzące w kątach górnych liści. Kielich dzwonkowaty, biały lub różowawy. Działki kielicha w liczbie 5, podługowate, tępe, o długości 3–5 mm i szerokości 1,5–2 mm, nieco gruboszowate. Płatków korony brak. Pręcików 5, o długości podobnej do działek kielicha. Zalążnia w górnej połowie gruczołowato punktowana, z szyjką słupka podobną długością do pręcików.
OwocKulistawa, naga torebka o długości 2,3–3,5 mm.

## Biologia i ekologia
Bylina. Rośnie na brzegach morskich, solniskach i siedliskach alkalicznych, na łąkach i brzegach wód. W Europie Środkowej gatunek charakterystyczny związku Armerion maritimae i zespołu Triglochino-Glaucetum maritimae. Kwitnie od maja do lipca. Rozprzestrzenia się generatywnie za pomocą nasion i wegetatywnie. Rozmnażanie wegetatywne za pomocą rozrastających się pędów jest szybkie i pozwala temu gatunkowi w krótkim czasie reagować na poprawę warunków mikrosiedliskowych. Z kolei na skuteczność rozmnażania za pomocą nasion duży wpływ ma temperatura i zalewanie ich przez wodę.

## Systematyka i taksonomia
Gatunek przez Karola Linneusza opisany jako Glaux maritima w obrębie monotypowego rodzaju mlecznik Glaux L. (Sp. Pl. 1: 207. 1753) i przez długi czas tak ujmowany, także na liście krytycznej roślin polskich z 2020. W 2004 roku badania molekularne potwierdziły zagnieżdżenie tego gatunku w obrębie rodzaju tojeść Lysimachia. W następnym roku opublikowana została diagnoza taksonomiczna umieszczająca gatunek w obrębie rodzaju Lysimachia i zmiana ta zaczęła być ujmowana w kolejnych publikacjach i bazach taksonomicznych.
W przeszłości opisano szereg taksonów wewnątrzgatunkowych różniących się pokrojem, kształtem i rozmiarami liści oraz torebek, jednak duża zmienność tych cech w obrębie poszczególnych populacji oraz współwystępowanie form pośrednich podważyły sens nadawania tej zmienności rangi systematycznej.

## Zagrożenia i ochrona
Gatunek objęty w Polsce ścisłą ochroną.
Roślina umieszczona na Czerwonej liście roślin i grzybów Polski (2006) w grupie gatunków rzadkich (kategoria zagrożenia R). W wydaniu z 2016 roku otrzymała kategorię VU (narażony).